# Хардебек
Хардебек (њем. Hardebek) општина је у њемачкој савезној држави Шлезвиг-Холштајн. Једно је од 95 општинских средишта округа Зегеберг. Према процјени из 2010. у општини је живјело 470 становника. Посједује регионалну шифру (AGS) 1060033.

## Географски и демографски подаци
Хардебек се налази у савезној држави Шлезвиг-Холштајн у округу Зегеберг. Општина се налази на надморској висини од 17 метара. Површина општине износи 10,0 km². У самом мјесту је, према процјени из 2010. године, живјело 470 становника. Просјечна густина становништва износи 47 становника/km².